# Max Curth
Max Curth war ein deutscher Hersteller von Automobilen.

## Unternehmensgeschichte
Das Unternehmen des Leipzigers Max Curth übernahm Ende 1924 das Unternehmen Kenter Automobilbau aus Leisnig und setzte die Produktion von Automobilen fort. Der Markenname lautete Macu. 1925 endete die Produktion.

## Fahrzeuge
Das einzige Modell war der 5/20 PS. Das Fahrzeug hatte vier Sitzplätze. Der Motor kam von Altos.